# Tombe d'Égisthe
La tombe d'Égisthe ou tombe dite d'Égisthe, est un monument funéraire situé sur le site de Mycènes dans le Péloponnèse en Grèce.

## Désignation
La tombe été nommée d'après Égisthe, demi-frère et meurtrier d'Agamemnon, et roi de Mycènes ensuite pendant 7 ans. Mais, il n'y a pas d'indications permettant de vérifier cette attribution, et il est peu probable qu'Égisthe meurtrier ait été enterré aussi près de la ville.

## Description
La tombe est située à l'extérieur de l'enceinte de la forteresse de Mycènes, à proximité de la tombe de Clytemnestre. Elle est constituée d'une salle enterrée ou tholos, avec un couloir d'accès, le dromos. 
Le dromos a une longueur de 22 m et une largeur de 4.5 m.
Le tholos enterré a un diamètre de 13 m et son dôme de pierre effondré avait une hauteur de 13 m.

## Quelques vues du monument

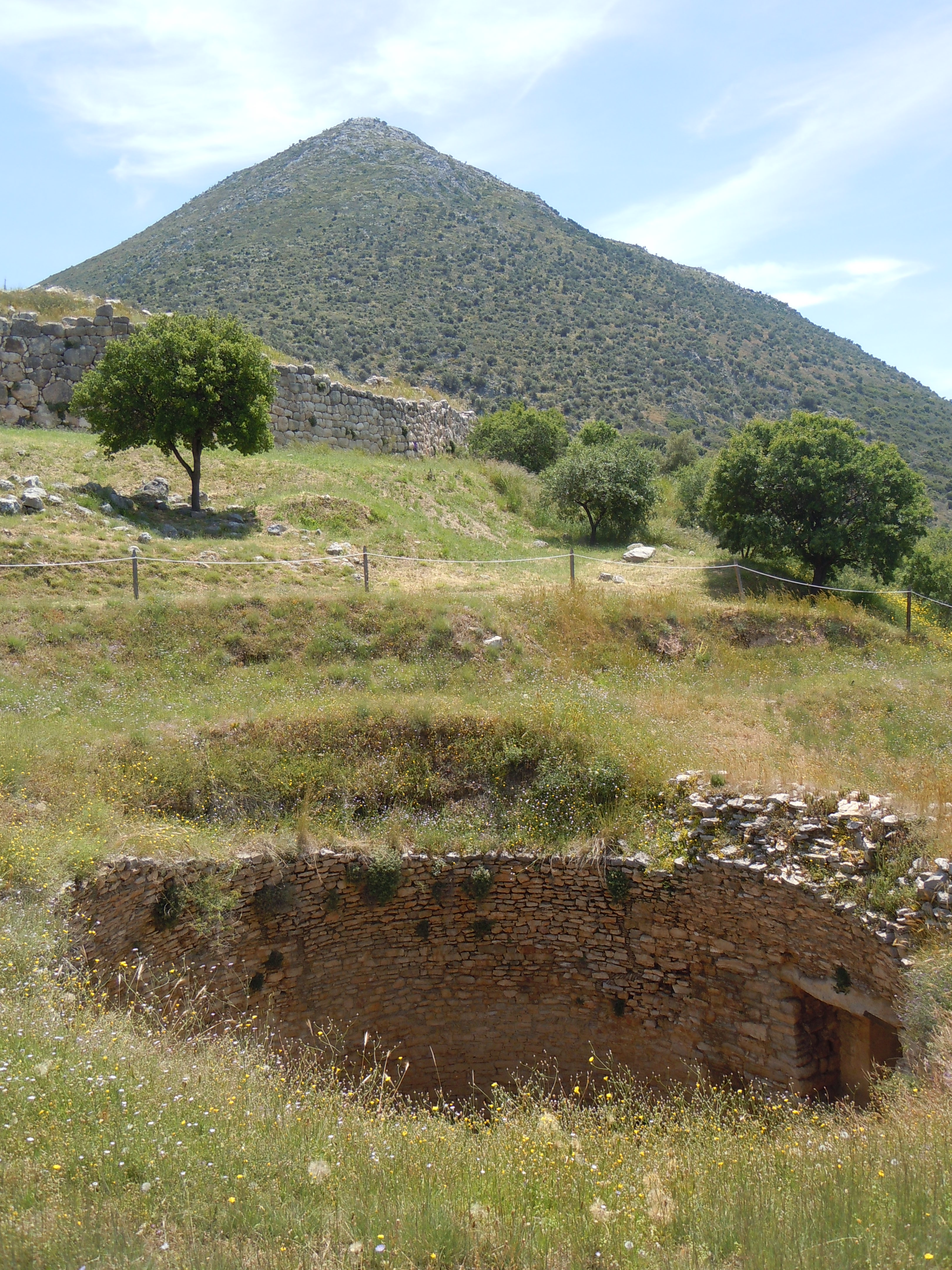
Le tholos effondré au pied du Mont Zara
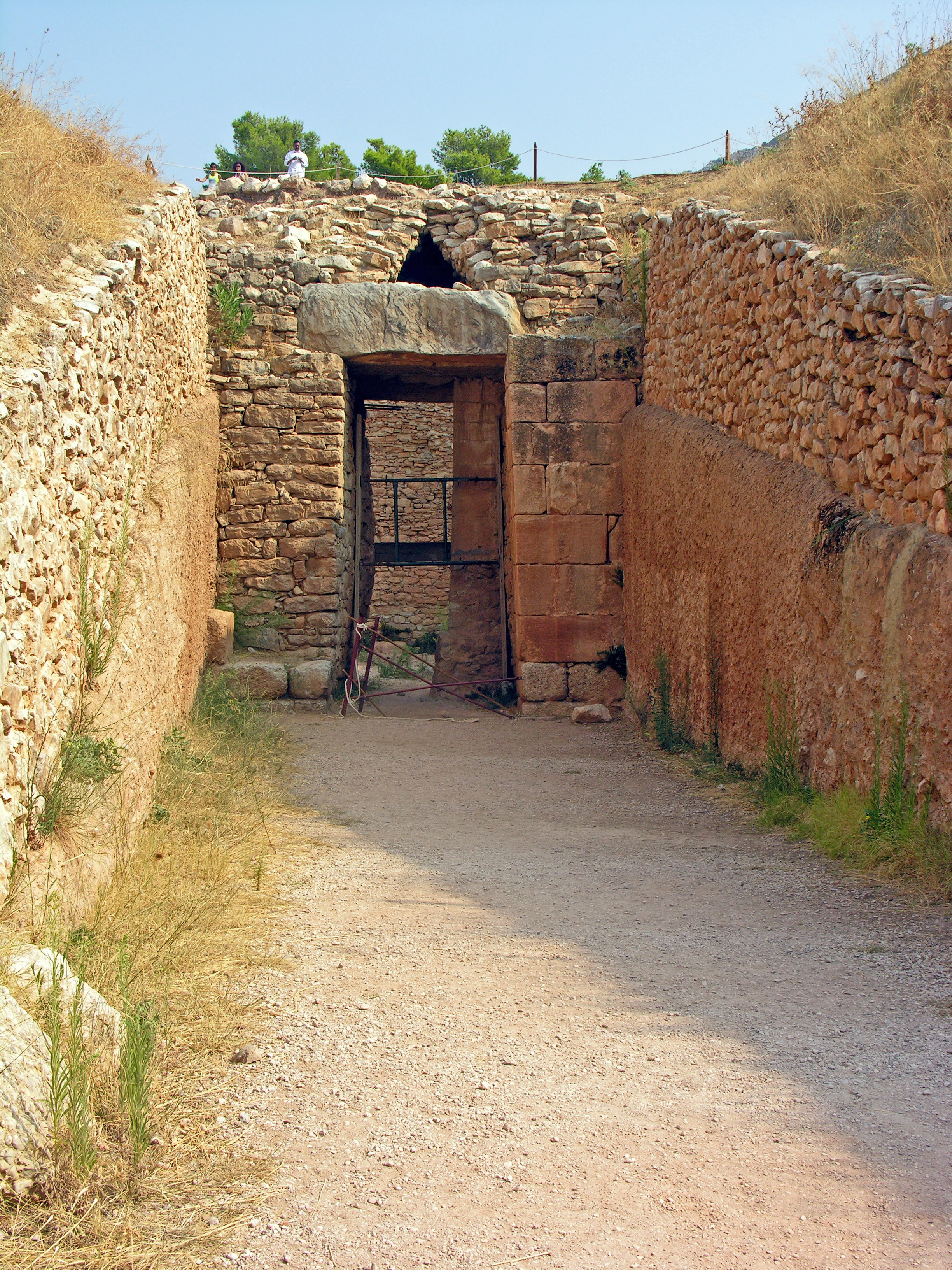
Le dromos.
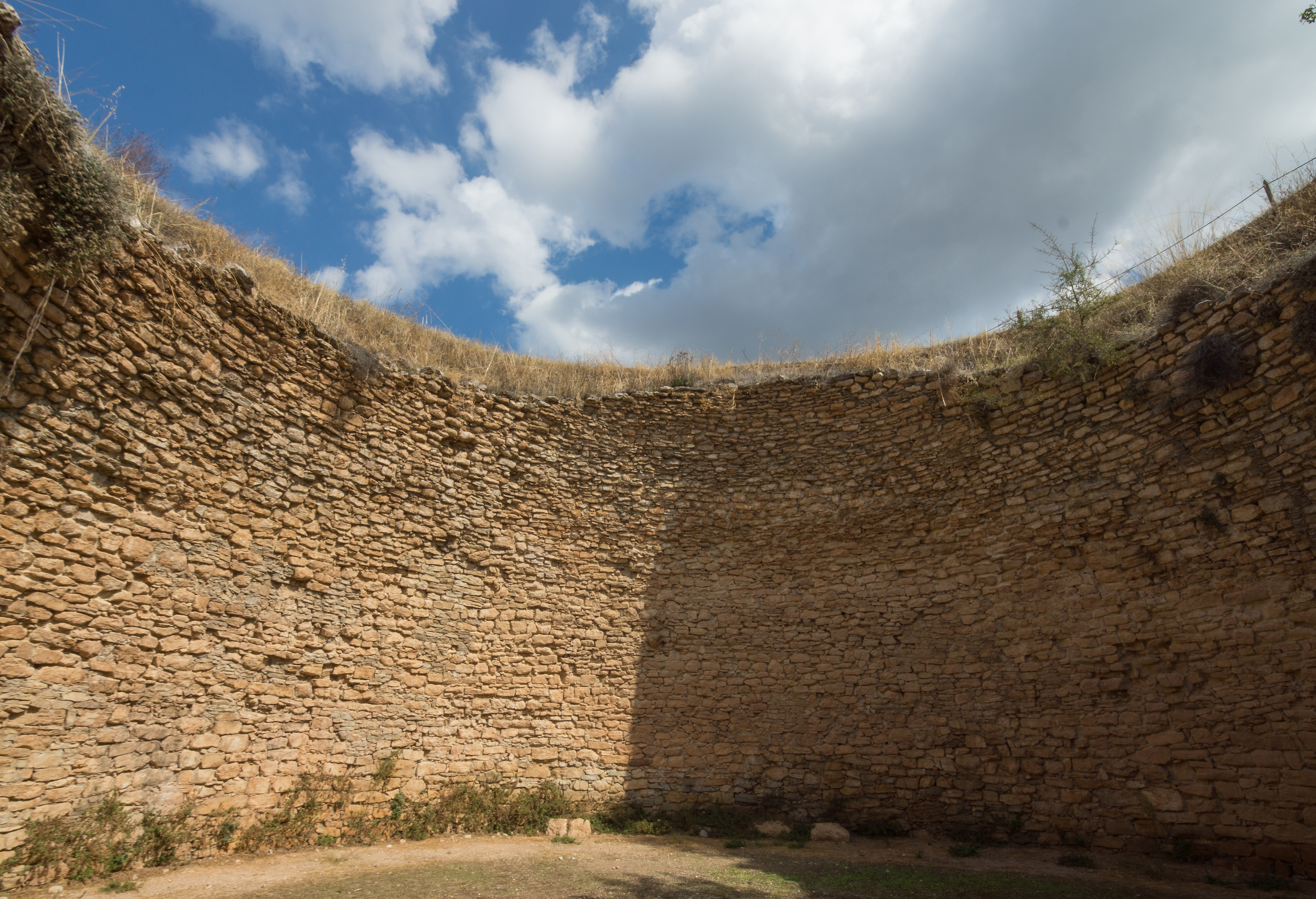
Intérieur du tholos.